# John Newton Cooper
John Newton Cooper, noto come John Cooper, (Surbiton, 17 luglio 1923 – Worthing, 24 dicembre 2000) è stato un ingegnere, pilota automobilistico e imprenditore britannico co-fondatore, insieme al padre Charles Cooper, della Cooper Car Company. Nato nel Surrey, è diventato noto per la progettazione di monoposto con il motore posteriore, tecnica che fu poi impiegata dalla Formula 1 alla 500 di Indianapolis.

## Biografia
Charles Cooper gestiva una piccola officina a Surbiton specializzato nella manutenzione delle vetture da corsa. Suo figlio John lasciò la scuola all'età di 15 anni per diventare un apprendista costruttore di utensili e prestò servizio nella Royal Air Force come costruttore di strumenti durante la seconda guerra mondiale. Dopo la guerra, lui e suo padre iniziarono a costruire piccole monoposto per team privati, spesso con materiale militare di scarto. Le vetture ottennero un grande successo e furono molto richieste, e nel 1946 fondarono la Cooper Car Company per produrre monoposto da impiegare in Formula 3 e Formula 2.

La Cooper fu tra i primi a posizionare il motore nella parte posteriore delle loro vetture, dietro le spalle del pilota. Il progetto originale per la prima monoposto da corsa Cooper con motore posteriore fu elaborato da Owen Maddock, un progettista impiegato dalla Cooper Car Company. Poiché la macchina era alimentata da un motore motociclistico, posizionarono il motore nella parte posteriore per questioni pratiche.

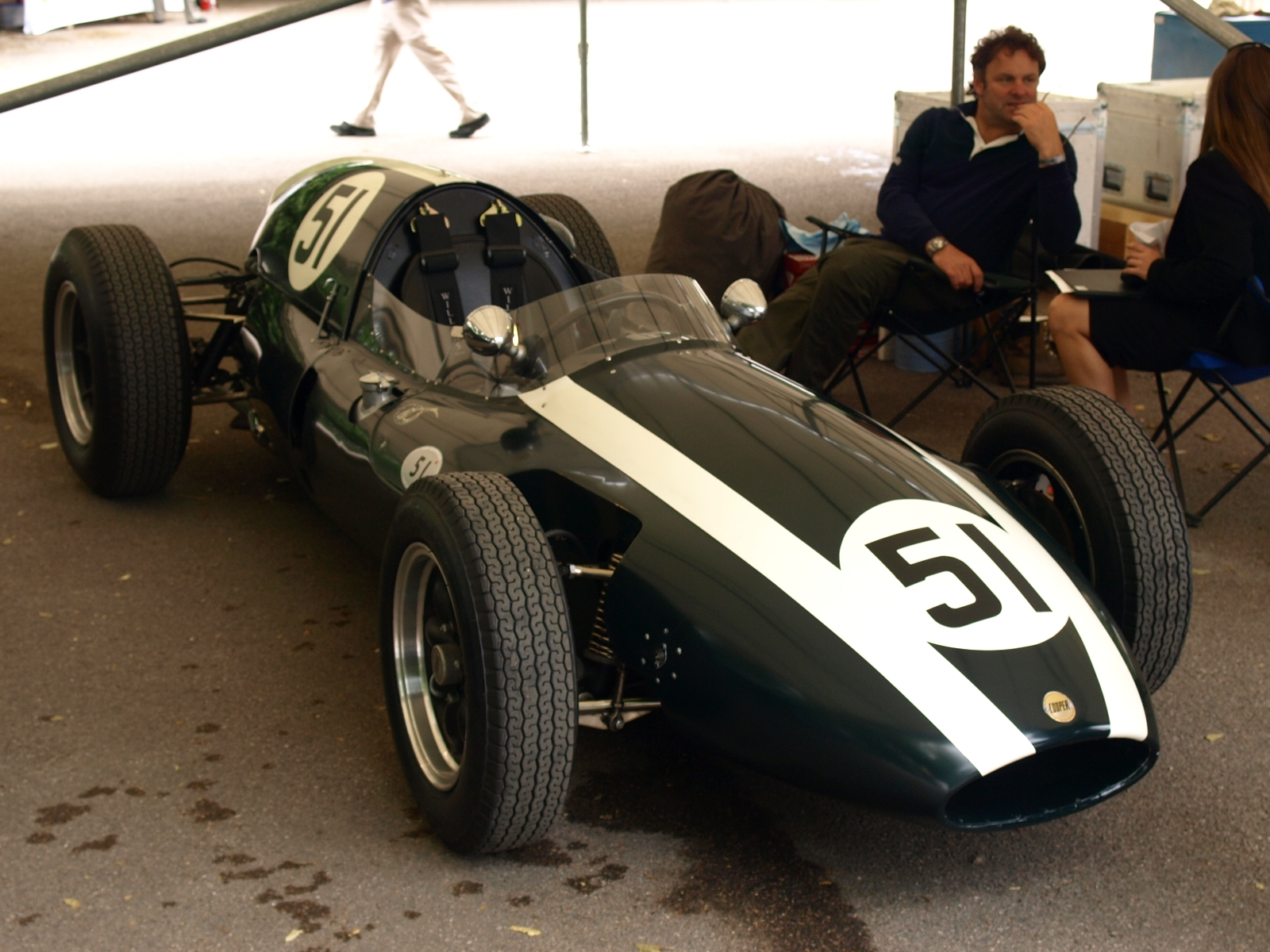
Cooper T51, vincitrice del campionato di F1 1959 e prima a farlo con motore posteriore

Nei primi anni 50, vari aspiranti giovani piloti britannici iniziarono la loro carriera al volante di una Cooper, tra cui Jack Brabham, Stirling Moss, Maurice Trintignant e Bruce McLaren. In nove anni, la scuderia Cooper ottenne 16 vittorie nei Grand Prix di Formula 1 con Brabham e la scuderia che vinsero due campionati mondiali di F1 nel 1959 e nel 1960.
Contemporaneamente e successivamente alla Formula 1, si dedicò allo sviluppo e elaborazione di alcuni modelli stradali della British Motor Corporation Mini, tra cui creò la Mini Cooper, utilizzata e impiegata in competizioni motoristiche come nel campionato rally e nel campionato turismo britannico. Prima della morte di John Cooper, il nome Cooper è stato concesso in licenza alla BMW per le versioni più veloci delle Mini, ispirate alla Mini originale. John, insieme a suo figlio Mike Cooper, ha ricoperto ruoli consultivi nel team di progettisti del gruppo Rover-BMW.
Cooper ha contribuito allo sviluppo dell'ingegneria britannica negli sport motoristici ed è stato insignito con l'Ordine dell'Impero Britannico (CBE) per i suoi servizi resi nel motorsport britannico. Rimase a capo della sua officina di famiglia nel West Sussex (che aveva punti vendita per Mini Cooper a East Preston e Honda a Ferring). Morì il 24 dicembre 2000 all'età di 77 anni nella sua casa a Worthing a causa di un cancro.